# 発明協会
公益社団法人発明協会（はつめいきょうかい、英：Japan Institute of Invention and Innovation、略称：JIII）は、発明の奨励や特許等の産業財産権の普及啓発（発明奨励）や青少年創造性育成事業等を実施する公益法人。公益法人制度改革に伴い、社団法人発明協会を改組し、公益事業を実施する公益社団法人発明協会と収益事業を実施する一般社団法人発明推進協会に分離した。

## 概要
現在の総裁は常陸宮正仁親王。東京都に本部を置き、一般社団法人発明推進協会及び全国46道府県の各発明協会とともに発明協会グループを形成する。

## 沿革
- 1904年（明治37年） - 農商務大臣清浦奎吾、特許局長久米金弥らにより「工業所有権保護協会」として創立。
- 1906年（明治39年） - 公益法人の認定を受け、社団法人に改組。
- 1910年（明治43年） - 「帝国発明協会」に改称。
- 1936年（昭和11年） - 全国の発明奨励団体を統合。
- 1936年（昭和11年） - 高松宮宣仁が総裁となる。
- 1947年（昭和22年） - 「発明協会」に改称。
- 1964年（昭和39年） - 特定公益増進法人に認定される。
- 1968年（昭和43年） - 親王常陸宮正仁が総裁となる。
- 2011年（平成23年）4月 - 発明協会の各道府県支部がそれぞれ独立した組織となる。東京支部は本部に統合される。
- 2012年（平成24年）4月1日 - 社団法人発明協会を改組し、公益社団法人発明協会、及び、一般社団法人発明推進協会が発足。

## 事業
全国発明表彰・地方発明表彰
優れた発明を行った開発者を表彰している。全国発明表彰の最高賞である恩賜発明賞は、学術分野における日本学士院恩賜賞、芸術分野における日本芸術院恩賜賞と並ぶ技術（発明）分野における恩賜賞である。また、全国発明表彰は、大河内記念賞、市村賞と並んで技術分野における主要な表彰である。
少年少女発明クラブ
全国で約200か所あり、子どもたちの創意の向上に寄与している。

## 組織
- 総裁
  - 常陸宮正仁親王
- 会長
  - 野間口有（三菱電機特別顧問）
- 副会長
  - 松下正幸（パナソニック特別顧問）
  - 内山田竹志（トヨタ自動車取締役会長）
  - 中西宏明（日立製作所取締役会長執行役）
  - 海輪誠（東北電力取締役会長）
- 副会長・専務理事
  - 中嶋誠

### 主な歴代会長
- 社団法人発明協会
  - 阪谷芳郎
  - 畠山一清 - 恩賜発明賞の副賞（奨励金）「畠山一清賞」に名を残す。
  - 井深大
  - 松下幸之助
  - 豊田章一郎
- 公益社団法人発明協会
  - 庄山悦彦

## 類似名称の団体
類似の名称の団体に社団法人発明学会があるが、これは個人発明家集団の法人であり、本項の発明協会や特許庁とは関連がない。発明学会は著作権登録商法により日本弁理士会より刑事告発を受けた経緯がある。また、かつて発明学会が中心となりすすめられた「特許管理士」という資格商法は、単なる民間資格にすぎず国家資格である弁理士と理解を混合させる恐れがあるとして、商標登録が無効とされている。
発明協会は個人だけでなく、特許等に関連のある企業が会員になって日本弁理士会や地方公共団体と協力して事業を行っている。